# راميش جينا
راميش جينا هو سياسي هندي، ولد في 2 نوفمبر 1940. نشط حزبياً في المؤتمر الوطني الهندي. في 1995 Odisha Legislative Assembly election ‏، انتخب Member of the Eleventh Odisha Legislative Assembly ‏ عن دائرة Angul Assembly constituency ‏ وقد انضم خلال فترته النيابية ‏ (15 مارس 1995 – 29 فبراير 2000) للكتلة البرلمانية المؤتمر الوطني الهندي.